# Ich und Du (1953)
Ich und Du ist ein deutscher Spielfilm von Alfred Weidenmann aus dem Jahr 1953 nach einer Literaturvorlage von Christian Bock.

## Handlung
Peter kauft bei Brigitte eine Schallplatte, verliebt sich umgehend und heiratet sie. Von Peters großzügiger Firma bekommen die beiden eine Hochzeitsreise nach Italien geschenkt. Dann aber zeigen sich die ersten Probleme. Brigitte ist, im Gegensatz zu Peter, ein wenig unordentlich, dafür versteht er nicht so viel von Musik und für sie ist Boxen ein roher Sport. Es kommt zu den kleinen Streitereien des Alltags. Bis hier ist Tante Gruber immer noch in der Lage zu schlichten. Als aber auch noch das Geld knapp wird, die Ratenzahlungen nicht mehr beglichen werden können, Brigitte sich aber trotzdem ein sündhaft teures Kleid kauft, kracht es gehörig. Hinzu kommt, dass Peter auf den großzügigen und mildtätigen Chef seiner Frau eifersüchtig wird. Es bleibt nur noch die Scheidung.
Sein Hotelzimmer kann Peter nicht lange bezahlen, so zieht er bald wieder in die gemeinsame Wohnung. Allerdings ist die Verbindungstür streng verriegelt, der Umgangston höflich, aber kühl. Natürlich will Peter nun seine wiedergewonnene Freiheit auskosten und trifft sich mit der sehr in ihn verliebten Marianne. Auch Brigitte wir intensiv von dem Komponisten Charly, der mehr Selbstvertrauen als Geld hat, umworben. Doch beiden ehemaligen Eheleuten behagen diese Flirts nicht. Sie stellen aber auch fest, dass sie eifersüchtig aufeinander sind. Als Peters Mutter, die noch nichts von der Scheidung mitbekommen hat, zu Besuch kommt, spielen die beiden ihr ein glückliches Ehepaar vor. Jetzt, langsam und zögernd, stellen sie fest, wie sehr sie sich lieben und werden wieder ein Paar.

## Produktion
Ich und Du wurde im Carlton-Studio an der Tulbeckstraße in München produziert. Die Außenaufnahmen entstanden vorwiegend in München (Sportschule Grünwald, Schwabing, Flughafen Riem, Salvatorkeller) sowie in Italien.
Der Film erlebte seine Uraufführung in der Bundesrepublik am 27. November 1953 in Bielefeld. Die DDR-Erstaufführung fand am 29. Oktober 1954 in Berlin-Ost statt. In der ARD wurde der Film erstmals am 1. Januar 1962 gezeigt und im 2. Programm des Fernsehen der DDR lief er am 9. Dezember 1987 zum ersten Mal.

## Auszeichnungen
- Prädikat wertvoll der FBL

## Kritik
Barkhoff schreibt in der Berliner Zeitung, dass der westdeutsche Film flott von Alfred Weidenmann inszeniert ist und sein Hauptdarsteller Hardy Krüger ein sehr sympathischer Darsteller wäre, der einzige, der neben seiner schwiegermütterlichen Tante bestehen kann, die von Lucie Mannheim hervorragend gespielt wird. Die Geschichte einer ganz jungen Ehe von sehr jungen Leuten wird flott erzählt. H.U. meint in der Neuen Zeit, dass Hardy Krüger, der liebenswerte Jungentyp, sich redlich mit der undankbaren Rolle des grollenden Ehemannes quält, während Liselotte Pulver abwechselnd Schmoll- und Kußmäulchen macht. Es ist ein anspruchsloses Filmchen aus Westdeutschland, simpel wie sein Titel. Das Lexikon des internationalen Films bezeichnet den Film als eine etwas handlungsarme Komödie, die diesen Mangel aber durch Realitätsnähe und witzige Dialoge wettzumachen versteht.